# سعد مزهر العلاق
سعد مزهر العلاق(1959-) 
 هو ضابط عراقي برتبة فريق ركن ، خريج الكلية العسكرية الاولى الدورة 68 عام 1984 (صنف المدفعية) . عمل سابقاً في الحرس الجمهوري العراقي.  حالياً لا يشغل اي منصب ( محال للأ امرة)كما عمل بمنصب معاون رئيس اركان الجيش للإدارة .  رئيس جامعة الدفاع للدراسات العسكرية العراقية و مديرًا لمديرية الاستخبارات العسكرية العراقية العامة.

## سيرته العسكرية
سعد مزهر العلاق هو خريج الكلية العسكرية الدورة (68)، وخريج كلية الأركان الدورة (59).
ابرز أعماله:
1. مدير صنف المدفعية. [8][9] وعمل على تحديث صنف المدفعية ودخول أحدث المدافع وبمختلف القياسات إلى الصنف للرقي به إلى مستوى المهام المكلف بها
2. مدير مديرية الاستخبارات العسكرية العراقية العامة، وعمل على مبدأ العمل الاستباقي كمنهاج لعمل المديرية [10]
3. عمل بمنصب مدير مركز تبادل المعلومات الرباعي الذي يضم كل من (العراق، الأردن، سوريا، أيران)
4. يشغل حالياً منصب رئيس جامعة الدفاع للدراسات العسكرية العراقية[11][12][13][14][15][16][17][18]